# یو ون‌شیا

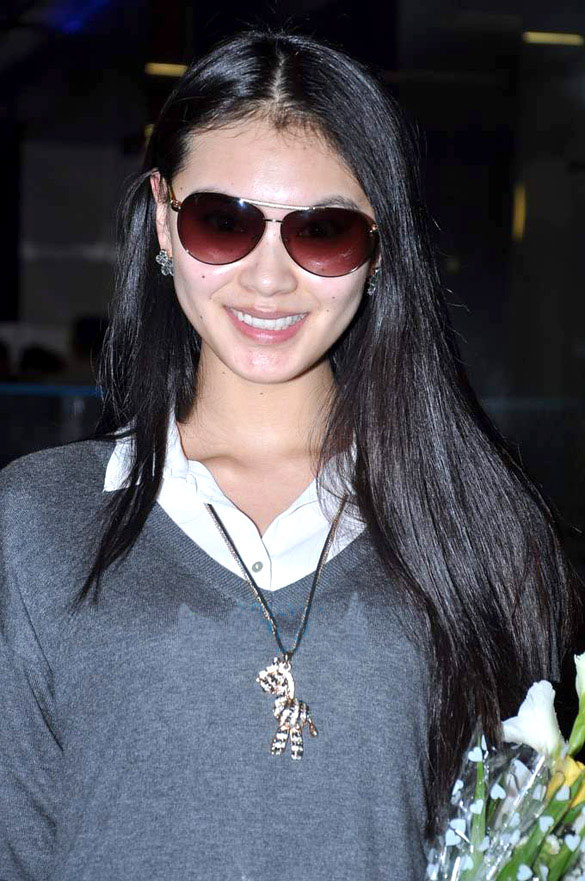
یو ون‌شیا در فرودگاه بمبئی

یو ون‌شیا (چینی: 于文霞; پین‌یین: Yú Wénxiá; زادهٔ ۶ اوت ۱۹۸۹) بازیگر، مجری تلویزیون، خواننده، مدل و ملکه زیبایی اهل چین است. او برنده دوشیزه دنیا ۲۰۱۲ شد که در اوردوس، مغولستان داخلی برگزار شد.